# Neochera bhawana
Neochera bhawana är en fjärilsart som beskrevs av Butler 1875. Neochera bhawana ingår i släktet Neochera och familjen nattflyn. Inga underarter finns listade i Catalogue of Life.